# Cis-Dur
Cis-Dur ist eine Tonart des Tongeschlechts Dur, die auf dem Grundton cis aufbaut. Die Tonart Cis-Dur wird in der Notenschrift mit sieben Kreuzen geschrieben (fis, cis, gis, dis, ais, eis, his). Auch die entsprechende Tonleiter und der Grundakkord dieser Tonart (die Tonika cis-eis-gis), werden mit dem Begriff Cis-Dur bezeichnet.
Der Tonartencharakter von Cis-Dur wird häufig als zart, licht und hell beschrieben.

## Werke
Werke in Cis-Dur sind vergleichsweise selten. Häufiger ist das in der Enharmonik (nicht in der Tonfarbe) identische Des-Dur, da es (im Gegensatz zu Cis-Dur) nur 5 Vorzeichen hat und somit im Quintenzirkel liegt. Am bekanntesten sind Johann Sebastian Bachs Präludien und Fugen in Das Wohltemperierte Klavier, vor allem das Präludium des ersten Teils. Auch wenn ein Werk in C-Dur beginnt und im Verlauf einen Halbton nach oben transponiert wird (oft durch eine Rückung), sollte der transponierte Teil eher in Cis-Dur als in Des-Dur notiert werden.

## Einordnung der Tonart
| Vorzeichen: | 7♭ +fes | 6♭ +ces | 5♭ +ges | 4♭ +des | 3♭ +as | 2♭ +es | 1♭ +b |   | 1♯ +fis | 2♯ +cis | 3♯ +gis | 4♯ +dis | 5♯ +ais | 6♯ +eis | 7♯ +his |
| Dur:        | Ces     | Ges     | Des     | As      | Es     | B      | F     | C | G       | D       | A       | E       | H       | Fis     | Cis     |
| Moll:       | as      | es      | b       | f       | c      | g      | d     | a | e       | h       | fis     | cis     | gis     | dis     | ais     |